# Vampirates. I demoni dell'oceano
Vampirates. I demoni dell'oceano è un libro di Justin Somper ed è stato pubblicato in Italia nel 2005 dalla casa editrice Arnoldo Mondadori Editore. Da questo romanzo sono stati pubblicati, sempre dalla Arnoldo Mondadori Editore, due sequel: Vampirates. Marea di terrore e Vampirates. Capitan Sangue.

## Trama
Nell'anno 2505 i gemelli Grace e Connor, poco dopo la morte del padre, scoprono di essere destinati alle grinfie di una famiglia adottiva molto opprimente(i Busby) . Per questo motivo decidono di fuggire utilizzando la nave del padre. Ma la loro fuga non dura a lungo: infatti una burrasca li travolge e li separa. Connor, raccolto da una delle più celebri navi pirata, si trova ben presto a brandire una spada. Grace, invece, si risveglia su una nave molto più misteriosa e viene costretta ad obbedire agli ordini di un enigmatico capitano nascosto dietro una maschera aderente ...